# Departament łomżyński
Departament łomżyński, departament Księstwa Warszawskiego istniejący w latach 1807–1815 ze stolicą w Łomży. Utworzony na podstawie art. 64 konstytucji z przyłączonej do Księstwa części departamentu białostockiego Prus Nowowschodnich. 19 grudnia 1807 r. dokonano podziału departamentu na powiaty i zgromadzenia gminne. w 1816 przekształcony w województwo augustowskie Królestwa Polskiego.
Departament łomżyński składał się z 7 powiatów:
- powiat biebrzański (z siedzibą w Szczuczynie)
- powiat dąbrowski (z siedzibą w Lipsku, później w Augustowie)
- powiat kalwaryjski
- powiat łomżyński
- powiat mariampolski
- powiat tykociński
- powiat wigierski-sejneński (z siedzibą w Sejnach)[2].